# Дети Ванюшина (фильм)
«Дети Ванюшина» — советский художественный фильм по одноимённой пьесе С. А. Найдёнова, поставленный в 1973 году режиссёром Евгением Ташковым.

## История создания
Написанная в 1901 году пьеса С. А. Найдёнова «Дети Ванюшина» была исключительно популярна в начале XX века, ставилась во многих театрах, в том числе и в обеих столицах, и в 1915 году Яков Протазанов создал на её основе короткометражный немой фильм, не вошедший, однако, в число его шедевров. С годами пьеса стала забываться; напомнил о ней в 1969 году Андрей Гончаров, поставив на сцене Московского театра им. Вл. Маяковского спектакль, ставший событием театральной жизни. Успех этой постановки и вдохновил Евгения Ташкова на создание фильма.

## Сюжет
Действие происходит в большом губернском городе. У Александра Егоровича Ванюшина (Борис Андреев), купца и члена городской управы, четыре дочери и два сына; кроме второй по старшинству дочери, Людмилы, недавно выданной замуж за московского приказчика, все дети пока живут с ним, в том числе и старшая дочь, Клавдия, со своим мужем, мелким чиновником Павлом Щёткиным; в доме Ванюшина живёт и его племянница Леночка, — семья большая, но семьи как таковой нет: «Все врозь», — жалуется Ванюшин жене, Арине Ивановне. Все что-то скрывают и лгут друг другу. Младший сын, Алексей (Александр Воеводин), 17-летний гимназист, возвращается под утро от любовницы, но встретившему его отцу говорит, что был у друга. Леночка (Елена Соловей) близка со старшим сыном Ванюшина, Константином, но оба тщательно скрывают свою связь от домашних. Неожиданно в родительский дом возвращается Людмила (Валентина Шарыкина); говорит, что бежала тайком от мужа, Степана Красавина, который пьёт беспробудно, бьёт её, запирает, а зол будто бы оттого, что родители не дали за ней денег. Но очень скоро выясняется, что муж прогнал Людмилу, и причина его гнева — добрачная связь Людмилы с мужем Клавдии, Павлом Щёткиным, о которой в доме не знал никто, кроме Клавдии.
Алексей, некогда совращённый экономкой Авдотьей, постоянно нуждается в деньгах на любовницу-хористку и крадёт деньги у матери; за постоянные прогулы его исключают из гимназии. Вскоре приезжает муж Людмилы, Степан Красавин (Виктор Павлов), — чтобы требовать компенсацию за «бесчестье»: за 15 тысяч он готов взять Людмилу обратно. Людмила хочет бежать, просит у Клавдии хоть сколько-нибудь денег на дорогу, но у Клавдии (Людмила Гурченко) для Людмилы денег нет.
У Ванюшина нет 15 тысяч для Красавина, но если приказчик раззвонит по всей Москве, что у Ванюшина нет денег, не будет кредита. Родители давно присмотрели для Константина невесту с большим приданым, и теперь Ванюшин умоляет старшего сына жениться — ради спасения семьи и дела; но Константин (Александр Кайдановский) решительно отказывается жениться «на деньгах». Ванюшин тянет время, и в конце концов Красавин оказывается в неловком положении: возвращаться в Москву без жены ему стыдно; теперь он сам вынужден уговаривать Людмилу вернуться к нему.
Ванюшин, который всегда ставил дело превыше всего, а общение с детьми ограничивал поучениями, нередко с побоями, теперь пытается «начать жить по-новому», и прежде всего наладить отношения с детьми, чувствуя, что каждый из них по-своему несчастлив; но исправить уже ничего не может. Он готов ради дочери поступиться делом, убеждает Людмилу не торопиться ехать с Красавиным в Москву, но, как ни плохо Людмиле с мужем, дома не лучше. Она уезжает в Москву, Алексей, с благословения отца, — в Петербург, чтобы там начать новую жизнь.
Всё тайное в этом доме рано или поздно становится явным благодаря «правдолюбцу» Щёткину: очередной скандал разыгрывается по поводу связи Константина с Леночкой. Константин, возмущённый «домыслами» Щёткина, пользуется случаем, чтобы отправить Леночку к матери: девушка уже давно наскучила ему, исполнить своё давнее обещание уйти вместе с ней из дома Константин не готов, а беременность Леночки скоро станет для всех очевидной.
Переживания за детей подрывают здоровье Ванюшина. Проходит несколько месяцев, он больше не хозяин в своём доме; новый хозяин — Константин — выжил из дома сестру Клавдию с мужем и детьми и теперь собирается жениться на девушке из местного высшего общества, которой во всём стремится угодить, в том числе и радикальной сменой обстановки в доме.
Невеста с матерью, генеральшей Кукарниковой (Валентина Серова), приглашены в гости; не дожидаясь их приезда, Ванюшин уходит из дома, якобы для того, чтобы купить подарок невесте.
Понимая, что рано или поздно Инне Кукарниковой станет известна история с Леночкой, Константин решает «во всём признаться», предлагая наиболее выгодную для себя версию произошедшего. Инна повергает его в шок ответным признанием: у неё Константин тоже будет не первым.
Все ждут Ванюшина, но он застрелился.

## В ролях
| Актёр                  | Роль                               |
| ---------------------- | ---------------------------------- |
| Борис Андреев          | Александр Егорович Ванюшин         |
| Нина Зорская           | Арина Ивановна Ванюшина            |
| Александр Кайдановский | Костя Ванюшин                      |
| Людмила Гурченко       | Клавдия Щёткина                    |
| Олег Голубицкий        | муж Клавдии Павел Сергеевич Щёткин |
| Нелли Витепаш          | Инна Кукарникова                   |
| Виктор Павлов          | Степан Фёдорович Красавин          |
| Валентина Шарыкина     | Людмила Красавина                  |
| Валентина Серова       | генеральша Кукарникова             |
| Тамара Совчи           | Акулина                            |
| Елена Соловей          | племянница Ванюшина Леночка        |
| Александр Воеводин     | Алексей Ванюшин                    |
| Клавдия Хабарова       | экономка Ванюшиных Авдотья         |
| Люда Белугина          | Катя                               |
| Оля Бобкова            | Аня                                |
| Андрей Ташков          | эпизод                             |

## Съёмочная группа
- Авторы сценария Евгений Ташков
- Режиссёр: Евгений Ташков
- Оператор: Валентин Железняков
- Художники: Михаил Карташов, Леонид Платов
- Композитор: Андрей Эшпай